# Estrés del piloto

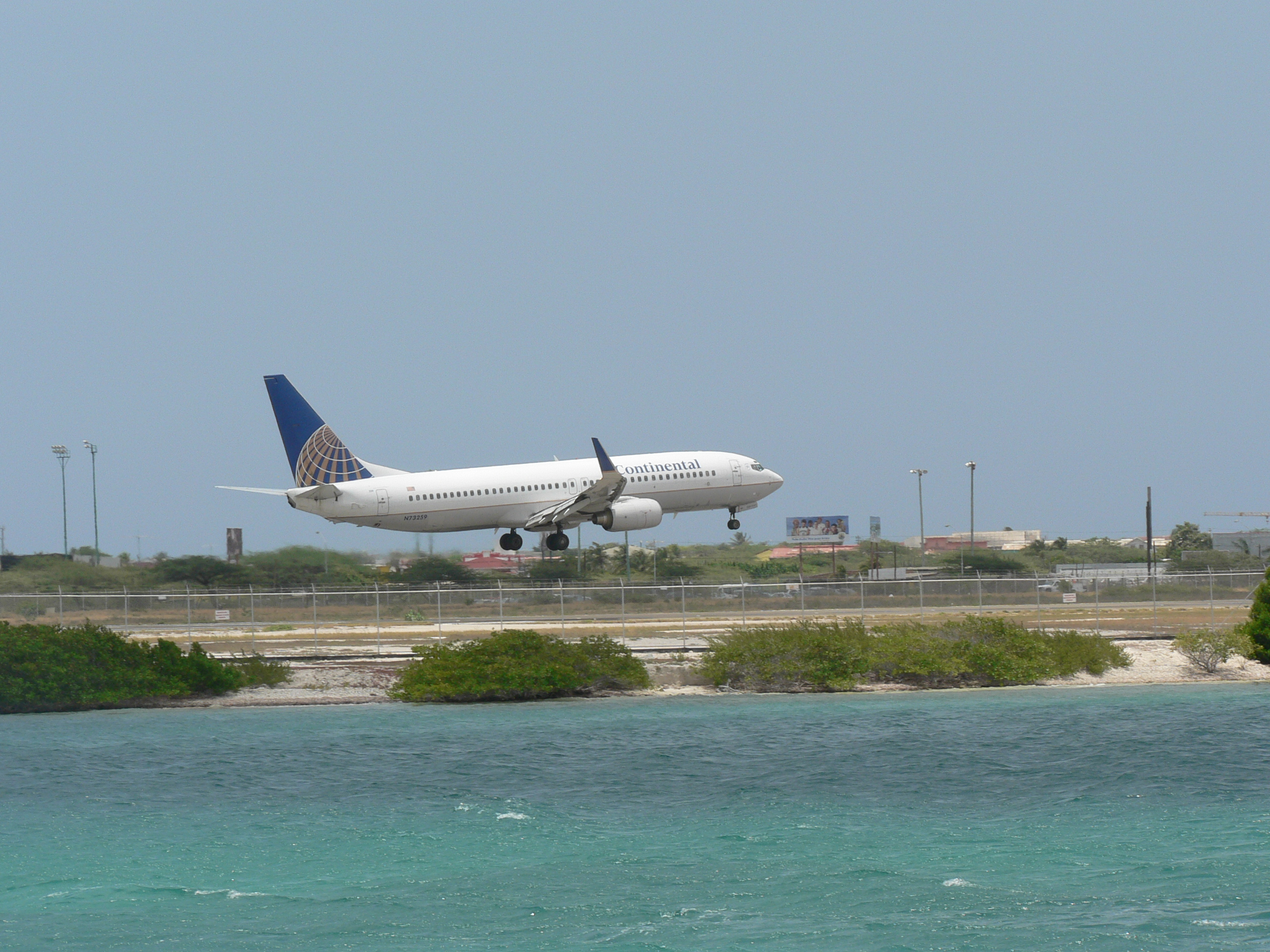
La carga de trabajo y el estrés del piloto aumentan durante el aterrizaje.

El estrés en la industria de la aviación es un fenómeno común compuesto por tres fuentes: los estresores fisiológicos, psicológicos y ambientales. Los pilotos profesionales pueden experimentar estrés al volar, al estar en tierra realizando actividades laborales y durante el tiempo personal debido a la influencia de su ocupación. Un piloto de aerolínea puede ser un trabajo extremadamente estresante debido a la gran carga de trabajo, responsabilidad y seguridad de cientos de pasajeros que transportan alrededor del mundo. Los niveles de estrés crónico pueden impactar de manera negativa en la salud, en el rendimiento laboral y en las funciones cognitivas. El estar expuesto al estrés, no siempre influencia de manera negativa a las personas, ya que el estrés puede motivar y ayudar a las personas a adaptarse a un nuevo ambiente. Los accidentes desafortunados suelen ocurrir cuando el piloto está bajo mucho estrés, ya que afecta de manera dramática sus condiciones físicas, emocionales y mentales. El estrés es un peligro para la toma de decisiones y el funcionamiento cognitivo, además de que es una prominente causa de un error de piloto. Ser un piloto se considera un trabajo peculiar que requiere el manejo de altas cargas de trabajo, y tener una buena salud psicológica y física.
A diferencia de otros tipos de trabajo, los pilotos suelen ser gravemente afectados por los niveles de estrés. De acuerdo a un estudio, 70% de los cirujanos coinciden que el estrés y la fatiga no afectan el rendimiento de los pilotos, mientras que sólo 26% de los pilotos niegan que el estrés sea un factor que afecte su rendimiento. Los pilotos por sí mismos se dan cuenta qué tan fuerte puede ser el estrés; sin embargo, aún ocurren distintos accidentes e incidentes y que continúan, tales como el accidente del Vuelo 214 de Asiana Airlines, el accidente del Vuelo 1420 de American Airlines y el accidente del Tu-154 de la Fuerza Aérea de Polonia.

## Accidentes de aviación causados por el estrés

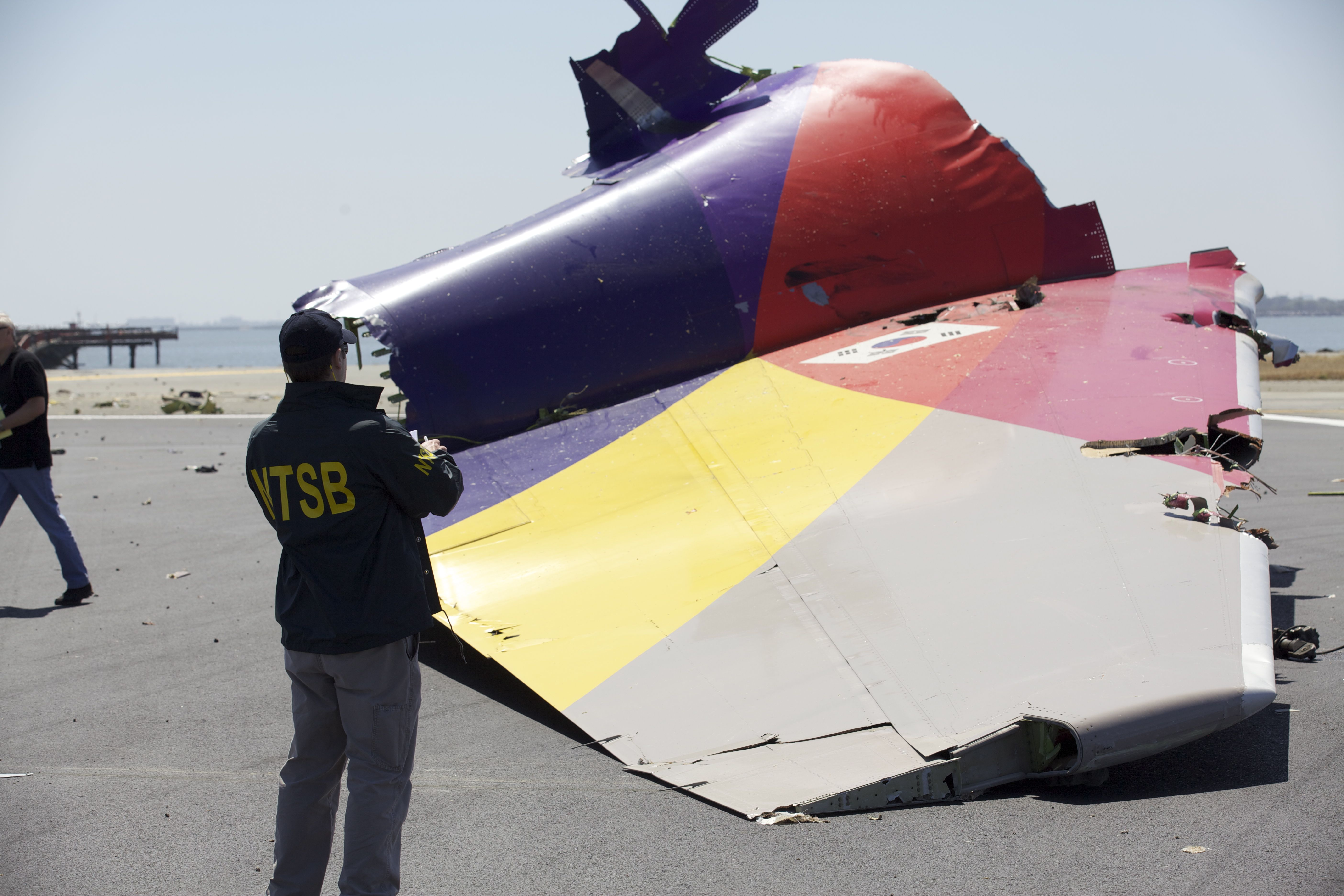
Restos de la cola del vuelo 214 de Asiana Airlines debido al accidente.

El vuelo 214 de Asiana Airlines fue uno de los accidentes más trágicos ocasionados por el estrés. Ocurrió el 6 de julio del 2013, cuando el avión que salía del aeropuerto internacional de Incheon tuvo un accidente en su aproximación final al aeropuerto internacional de San Franciso momento en el que el avión golpeó el borde de la pista y su cola se desprendió, seguida por el fuselaje que estalló en llamas. El piloto en prácticas de vuelo estaba “estresado cuando iba a aterrizar en el desconocido aeropuerto, pensando que el piloto automático, el cual es diseñado para mantener la velocidad, estaba funcionando antes de que el avión entrara demasiado bajo y lento”. El piloto en capacitación debió haber tenido un completo conocimiento de los sistemas de vuelo y un alto conocimiento del modo, pero no lo tenía. En la Junta Nacional de Seguridad en el Transporte, el piloto explicó que debió haber estudiado aún más, ya que su conocimiento insuficiente en la automatización de la cabina de vuelo y una estructura del aeropuerto desconocido causaron el estrés excesivo, y las consecuencias fueron desastrosas, donde tres pasajeros murieron y más de 187 terminaron con heridas.

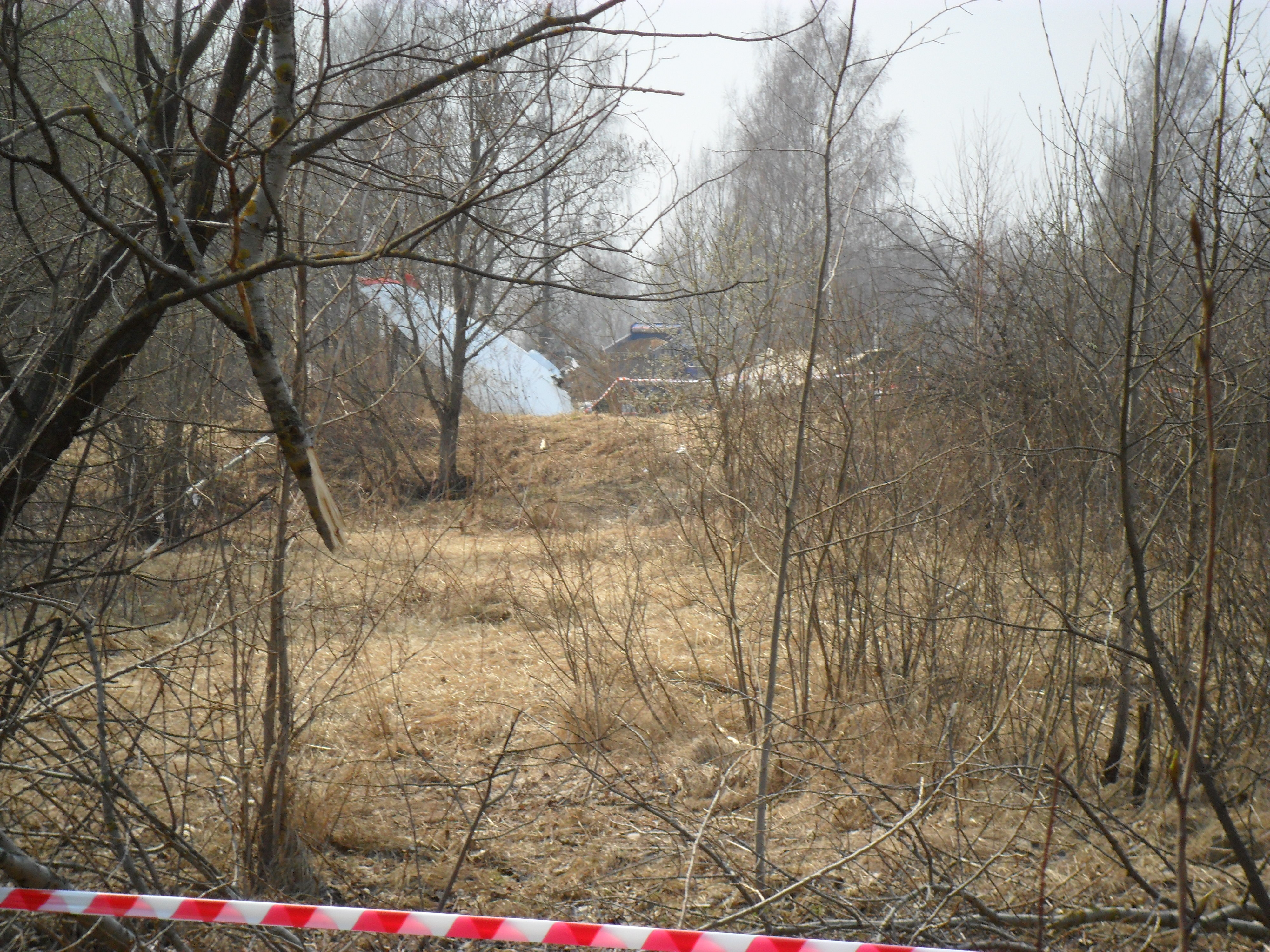
Lugar del accidente del vuelo Tu-154 de la Fuerza Aérea de Polonia.

El vuelo 1420 de American Airlines tuvo lugar el 1 de junio de 1999. El piloto a cargo era el capitán Richard Buschman, considerado un piloto experto con más de 10,000 horas de vuelo en su historial. El primer oficial era Michael Origel, con menos de cinco mil horas de vuelo. El vuelo estaba programado para aterrizar en el aeropuerto de Arkansas, pero se estaba produciendo una tormenta en la zona y el capitán Buschmann decidió cambiar de pista debido al fuerte viento cruzado y a los cambios rápidos en la dirección del viento. Los pilotos se vieron abrumados por las tareas y el estrés del difícil aterrizaje y olvidaron activar el spoiler de tierra automático y el sistema de frenos en tierra. Les resultó imposible recuperar el control del avión, que se salió de la pista y colisionó con una gran pasarela de acero, lo que provocó la muerte del capitán Buschmann y de diez pasajeros, los cuales resultaron gravemente heridos.
Otro ejemplo es el accidente del Tu-154 de la Fuerza Aérea Polaca en abril de 2010, en el que murió el presidente polaco Lech Kaczyński. Durante el aterrizaje, el piloto, el capitán Arkadiusz Protasiuk, tenía dificultades para hacerlo debido a la niebla densa, pero la gran cantidad de pasajeros de clase social alta y la prioridad de llegar a tiempo lo presionaron para continuar. El capitán Protasiuk descendió el avión entre las nubes a una altitud demasiado baja, lo que provocó el impacto contra el suelo sin pérdida de control. Su intento de aterrizar falló y el avión se estrelló contra un bosque, causando la muerte de la tripulación y de todos los pasajeros. Un estudio adicional del Comité Interestatal de Aviación sobre las grabaciones de la cabina de vuelo reveló que nunca se dio una orden directa al piloto para que realizara el aterrizaje, pero el informe mostró que el piloto estaba sometido a una “cascada de estrés, gran parte de él emanando de sus poderosos pasajeros, mientras el capitán Protasiuk descendía por debajo de la altitud de decisión”. Este accidente causó la muerte de 96 personas, todo debido al alto nivel de estrés al que estaba sometido el piloto, que afectó su estado mental e impidió que realizara su trabajo.

### Avances en la tecnología de cabina
En el estudio del vuelo 214 de Asiana Airlines, Kathy Abbott, de la Administración Federal de Aviación (FAA, por sus siglas en inglés), declaró que “los datos sugieren que la naturaleza altamente integrada de las actuales cabinas de vuelo y las funciones adicionales han incrementado el conocimiento de la tripulación de vuelo e introducido una complejidad que, a veces, resulta en confusión y errores durante la operación de la cabina”. Los investigadores estadounidenses instruyeron a los fabricantes para corregir los sistemas de control complejos del Boeing 777 porque los pilotos “ya no entienden por completo” cómo funcionan los sistemas de la aeronave. A medida que avanza la tecnología, se introducen nuevas herramientas en la instrumentación de cabina. Dado que estos aumentan, también lo hacen las demandas cognitivas y los pilotos se distraen de sus tareas principales. 
Aunque tener diversos tipos de información mejora la conciencia situacional, también sobrecarga los sistemas sensoriales. Debido a que la capacidad cognitiva humana es limitada, la sobrecarga de información aumenta el riesgo de accidentes de vuelo. Los pilotos tienen más dificultades para percibir y procesar los datos cuando la información es abrumadora.

## Efectos en la memoria

Modelo de memoria de trabajo.

Existen tres tipos de memoria: la memoria a largo plazo, la memoria a corto plazo y la memoria de trabajo. Cuando se activa el estrés, la memoria de trabajo de un piloto se ve afectada. El estrés limita la cantidad de recursos a los que se puede acceder a través de la memoria de trabajo o inhibe el tiempo durante el cual estos recursos pueden ser accedidos. Cuando un piloto se siente estresado, experimenta un aumento de la frecuencia cardíaca, de la presión arterial, de la tensión muscular, de la ansiedad y de la fatiga. Estos síntomas de estrés fisiológico acaban por interrumpir las funciones cognitivas del piloto, ya que reducen su capacidad de memoria y restringen la cantidad de información que puede procesar. A través de un estudio, los investigadores descubrieron que el estrés afecta en gran medida al rendimiento de vuelo, incluida la suavidad y precisión del aterrizaje, la capacidad de realizar múltiples tareas y estar al frente del avión. Investigaciones adicionales muestran que, en un contexto de alto nivel de estrés, las personas tienden a tomar la misma decisión que han tomado previamente, independientemente de si esta condujo a una consecuencia positiva o negativa en el pasado.

## Causas del estrés
El estrés puede ser causado por factores ambientales, psicológicos o fisiológicos. El estrés ambiental surge por factores como ruidos fuertes, espacio reducido en la cabina de vuelo, temperatura o cualquier otro elemento del entorno que afecten físicamente a una persona. Los entornos desagradables pueden elevar el nivel de estrés. El estrés psicológico se debe a cambios físicos provocados por la fatiga, la ansiedad y el hambre o cualquier cambio que puede alterar el ritmo biológico de un piloto. Por último, los factores psicológicos pueden incluir problemas personales, como experiencias, salud mental, relaciones y otros problemas personales que un piloto pueda enfrentar. Todos estos estresores interfieren con la actividad cognitiva y limita la habilidad del piloto para alcanzar su máximo rendimiento. Es de vital importancia minimizar estos posibles factores de estrés para maximizar la capacidad cognitiva de los pilotos, lo cual influye en su percepción de memoria y razonamiento lógico.

## Estrés en vuelo

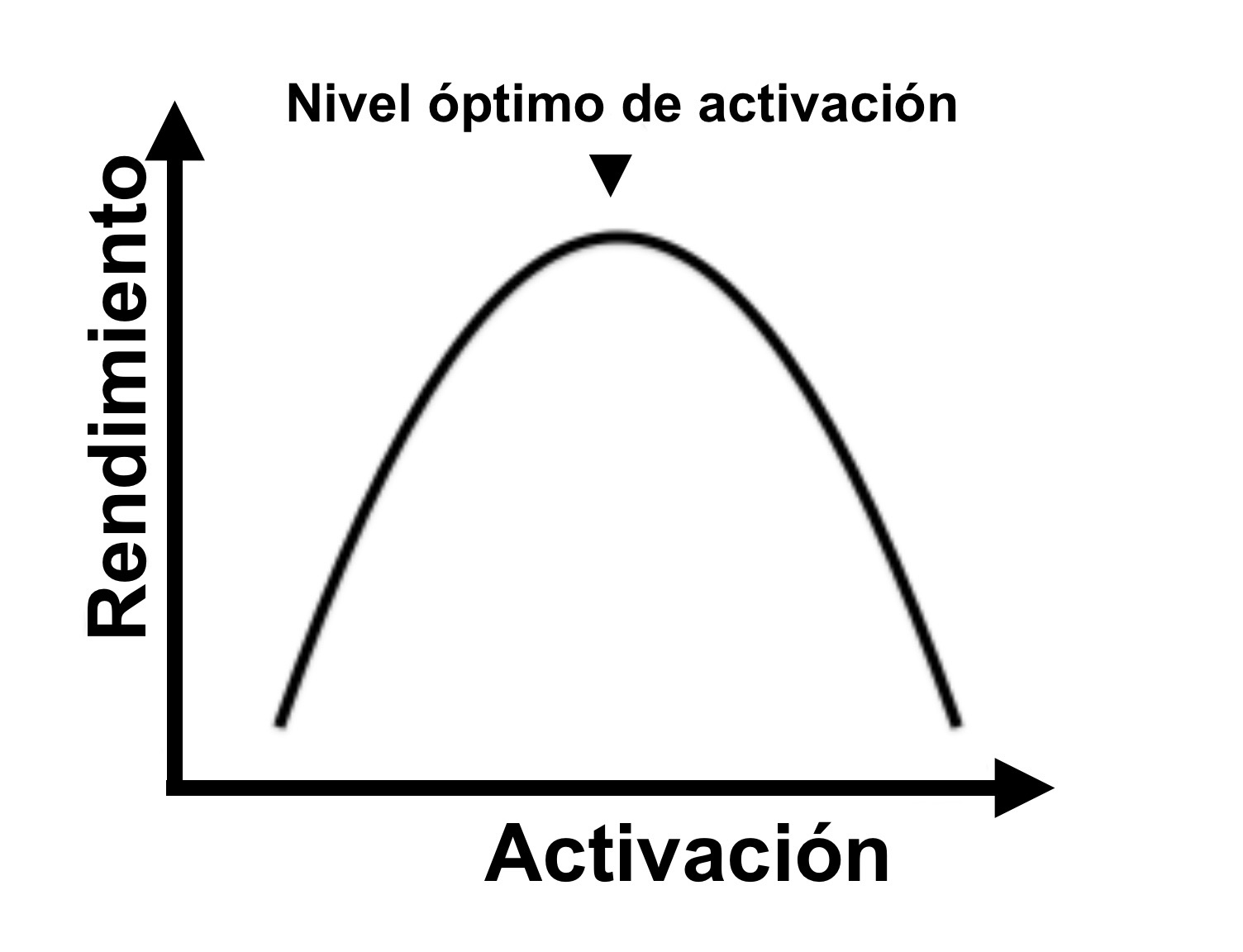
La ley de Yerkes–Dodson muestra que tanto una activación baja como alta generan bajo rendimiento.

Los investigadores descubrieron que las mejoras en la tecnología han reducido de manera significativa los accidentes de aviación, pero el error humano aún pone en riesgo la seguridad de los vuelos. Cada persona reacciona al estrés de manera diferente, según la forma en que percibe la situación. Si una persona cree que cuenta con los recursos necesarios para sobrellevar las demandas de la situación, lo interpreta como un desafío. En cambio, si una persona percibe que las demandas exceden sus recursos, lo ve como una amenaza, lo cual afecta su rendimiento. Bajo la respuesta a la amenaza, los investigadores afirmaron que los pilotos se distraían más con sus controles y mostraban una mayor tendencia a escanear instrumentos innecesarios.
El error de seguimiento del plan de vuelo (PCE, por sus siglas en inglés) es un tipo de error en la toma de decisiones que comenten los pilotos. El PCE se describe como un “comportamiento erróneo debido a la falta de revisión de un plan de vuelo, aun cuando hay indicios de que ha dejado de ser seguro”. La Oficina francesa de Investigaciones de los Accidentes del Transporte Terrestre (BEA, por sus siglas en francés) informa que 41.5% de las bajas en la aviación general ocurren debido al síndrome del destino, cuando un piloto decide continuar hacia el destino previsto, incluso bajo circunstancias que podrían comprometer la seguridad. Un piloto debe juzgar en qué momento es adecuado para realizar la maniobra de despegue o cuándo sea necesario, pero a menudo no lo hace. En el estudio, se observó un aumento en la carga mental de estrés y en la frecuencia cardíaca cuando se decide realizar una maniobra de despegue. Un piloto se siente presionado y estresado por la obligación de llevar a los pasajeros a su destino a tiempo y de seguir el plan de vuelo establecido. Al optar entre productividad y seguridad, las evaluaciones de riesgo de los pilotos pueden verse influenciadas de manera inconsciente. Un ejemplo sería el vuelo 1420 de American Airlines que, aunque la tripulación conocía el riesgo de continuar ante la proximidad de tormentas severas, decidió no cambiar el plan de vuelo.

### Opiniones positivas y negativas del estrés
El estrés puede reducir el foco de atención, en el buen y en el mal sentido. El estrés ayuda a simplificar la tarea del piloto y le permite concentrarse en problemáticas mayores, ya que elimina la información que no es esencial. En otras palabras, un piloto puede simplificar la información y únicamente reaccionar en consecuencia a señales principales. Sin embargo, un piloto centra demasiado su atención cuando excede su carga cognitiva, lo que provoca sordera por inatención. El piloto se concentrará esencialmente en realizar la tarea principal e ignorará las tareas secundarias, tales como alarmas sonando o instrucciones verbales dadas.

## El estrés en los pilotos militares
Los pilotos militares ejercen una profesión más acelerada y estresante en comparación con los pilotos comerciales y de la aviación en general. Los pilotos militares experimentan niveles de estrés significativamente mayores debido a las importantes expectativas de fiabilidad y rendimiento. Ocupan una posición única en la fuerza laboral, ya que esta conlleva a desarrollar una óptima condición física y mental, una inteligencia elevada y un entrenamiento minucioso. Ocasionalmente, todos los pilotos militares deben trabajar bajo condiciones extremas, por lo que experimentan altos niveles de estrés, especialmente en zonas de guerra. A los soldados se les obliga a soportar castigos y afrontar las situaciones más impensables; se espera que continúen con su trabajo y que, en ocasiones, ignoren por completo sus propias emociones. Después del entrenamiento inicial, el ejército reforma por completo al individuo y, en la mayoría de los casos, este desarrolla increíbles habilidades para el manejo del estrés. Después, se le proporciona entrenamiento adicional al soldado, en este caso para ser piloto, donde se le pone a prueba y se le desafía aún más para que fracase o se convierta en uno de los mejores.
Los pilotos militares asumen mucha responsabilidad. Sus trabajos pueden incluir el transporte de pasajeros o cargamento, misiones de reconocimiento, ataques aéreos o entrenamiento de vuelo; por lo que, se espera que mantengan una perfecta condición mental y física mientras lo hacen. Estos trabajos le imponen al piloto la responsabilidad de evitar cometer errores, ya que millones de dólares, vidas u operaciones enteras están en riesgo. En ocasiones, el estrés se apodera del piloto y pueden ocurrir errores humanos, así como producirse emociones.

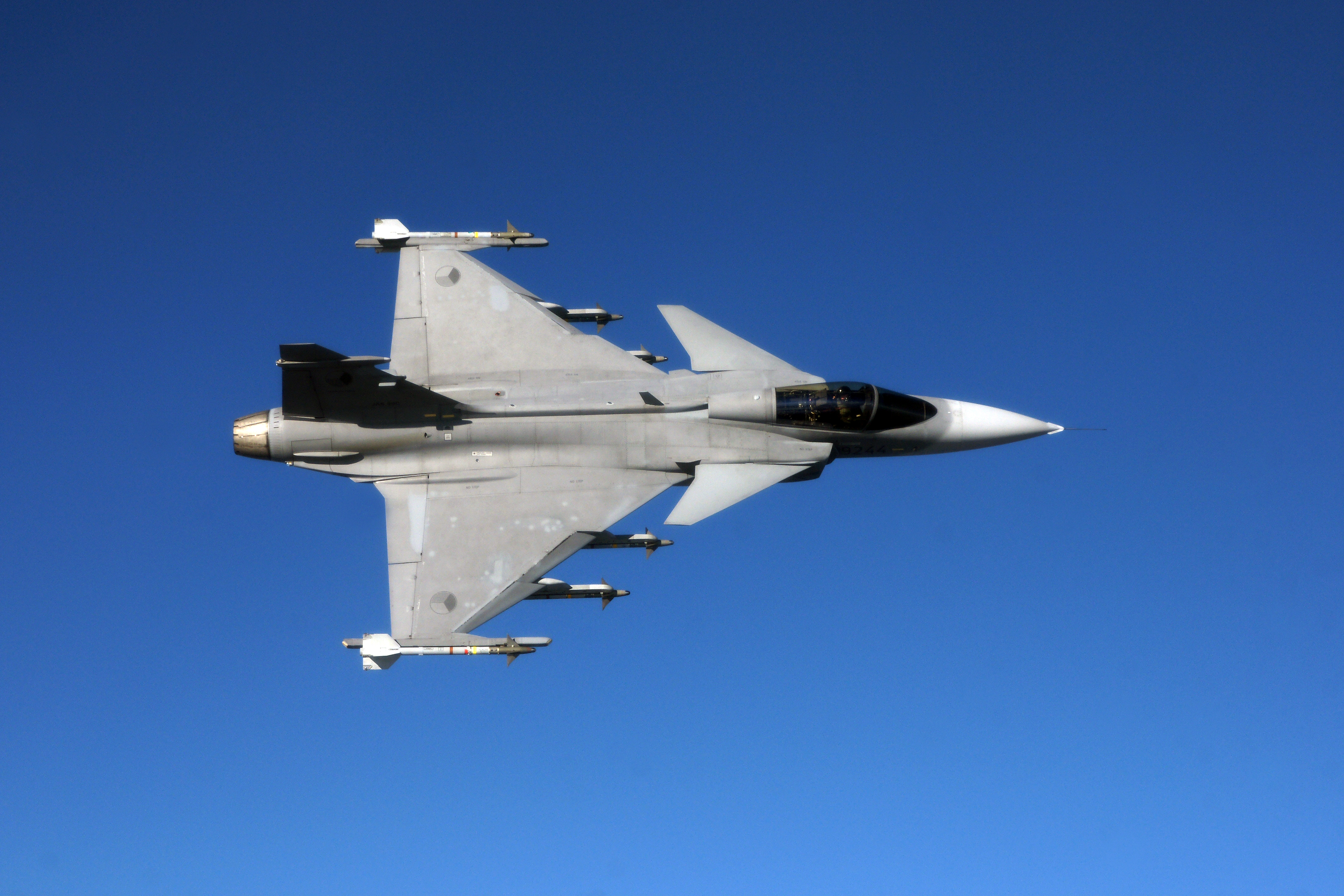
Avión de caza JAS-39 Gripen

Existen muchos casos de pilotos que bombardean por error fuerzas aliadas en incidentes de fuego aliado y tienen que vivir con las consecuencias.
El estrés del mismo trabajo o de cualquier error cometido puede afectar enormemente la vida fuera del trabajo. Millones de veteranos se enfrentan al trastorno de estrés postraumático, estrategias de afrontamiento poco saludables, como el abuso de alcohol o de sustancias y, en el peor de los casos, al suicidio, que es muy común. Se han iniciado muchos estudios e implementado programas de ayuda, pero la cantidad de casos y personas diferentes hace que sea imposible ayudar a todos. El estrés afecta incluso a los pilotos más fuertes y entrenados y, puede perjudicarlos de la peor manera.
Todos lidian con el estrés de forma distinta, aunque los pilotos militares destacan por sus estrategias únicas de reducción de estrés y habilidades para resolver problemas. Su principal estrategia consiste en localizar el problema que está causando el estrés y resolverlo inmediatamente, de modo que no tengan que recurrir a una segunda
opción que les tome tiempo que no tienen. Esto es lo que se les enseña en la escuela de aviación; al activarse un sensor resuelven el problema inmediatamente. El problema principal se da cuando los pilotos están volando a altas velocidades o realizando maniobras complicadas. La mayor parte del tiempo, se están moviendo mucho más rápido de lo que tardaría un humano en pensar, lo cual resulta en un gran margen de error. Cuando se comete dicho error, sin importar qué tan grande o pequeño sea, pueden sentir una culpabilidad enorme por cualquier problema causado, dependiendo de su personalidad, lo cual puede afectar su salud mental y habilidad para continuar su trabajo. El estrés también puede tener un impacto negativo en el cuerpo de un piloto, como el bruxismo en situaciones difíciles, o incluso sufrir de incontinencia urinaria cuando el piloto está volando con una fuerza G más alta o una distancia más larga.

## Mejoras a través de la gestión de los recursos en cabina
Después de los años cincuenta, el error humano se convirtió en la causa principal de los accidentes de aviación, además de que el estrés y la fatiga continúan siendo un problema en la industria aeronáutica, por lo que se están llevando a cabo varios entrenamientos para minimizarlo. El cambio comenzó cuando la Administración Nacional de Aeronáutica y el Espacio señaló los límites humanos y enfatizó la importancia de trabajar en equipo. La Gestión de los recursos en cabina es un tipo de entrenamiento impartido para enseñar a la tripulación de vuelo distintas estrategias de conducta, tales como conciencia situacional, manejo del estrés y proceso de toma de decisiones. Al contratarse a los pilotos, los reclutas no sólo se fijan en las aptitudes técnicas de los pilotos, sino también en su habilidad para aprender de sus errores y de evaluar qué tan bien se coordinan con los otros miembros de la tripulación.